# Vítězslava Kaprálová
Vítězslava Kaprálová (ur. 24 stycznia 1915 w Brnie, zm. 16 czerwca 1940 w Montpellier) – czeska kompozytorka i dyrygentka.

## Życiorys
W wieku 9 lat zaczęła komponować za zachętą ojca, również kompozytora, Václava Kaprála. W latach 1930–1935 uczyła się kompozycji u Viléma Petrželki i dyrygentury u Zdenka Chalabali w Konserwatorium w Brnie, na zakończenie tych studiów zadyrygowała swoim koncertem fortepianowym jako pracą dyplomową. Uczestniczyła następnie przez dwa lata w kursach mistrzowskich kompozycji u Vítězslava Nováka i dyrygentury u Václava Talicha w Konserwatorium w Pradze. Otrzymała stypendium rządu francuskiego i przeniosła się do Paryża w 1937, gdzie studiowała kompozycję u Bohuslava Martinů (z którym blisko współpracowali, wzajemne wpływając na swoją twórczość) i dyrygenturę u Charlesa Müncha. 
Współpracowała z BBC Symphony Orchestra w ramach festiwalu Międzynarodowego Towarzystwa Muzyki Współczesnej, który w 1938 odbywał się w Londynie. Pod koniec tego roku na krótko odwiedziła Morawy, jednak już w styczniu następnego musiała powrócić do Paryża przed zbliżającą się wojną. Tu wyszła za mąż za Jiříego Muchę, syna malarza Alfonsa Muchy. Zmarła w 1940 w trakcie ewakuacji Paryża na skutek gruźlicy prosówkowej.

## Wybór twórczości
Źródło:.
Utwory orkiestrowe
- Vojenská symfonietta (Sinfonietta wojskowa), op. 11
- Suita rustica, op. 19
- Partita na fortepian i orkiestrę smyczkową, op. 20
- Concertino na skrzypce, klarnet i orkiestrę, op. 21

Utwory fortepianowe i kameralne
- Groteskní passacaglia (Groteskowa passacaglia) z op. 9
- Dubnová preludia na fortepian (Preludia kwietniowe), op. 13
- Variace na zvonkovu hru kostela St Etienne du Mont v Paříži (Wariacje na temat carillonu Kościoła St Étienne du Mont w Paryżu), op. 16
- Deux ritournelles na wiolonczelę i fortepian, op. 25

Utwory wokalne
- Jablko s klína (Jabłko z podołka) do słów Jaroslava Seiferta na głos z fortepianem, op. 10
- Navždy (Na zawsze) do słów Jan Čarka i J. Seiferta na głos wysoki z fortepianem, op. 12
- Sbohem a šáteček do słów Vítězslava Nezvala na sopran z orkiestrą lub fortepianem op. 14
- Koleda milostná (Kolęda miłosna) ze zbioru 8 pieśni Vteřiny (Sekundy) op. 18
- Zpíváno do dálky na głos z fortepianem op. 22